# Colette Zee
Colette Zee (16 mei 1974) is een Nederlands oud-langebaanschaatsster. Sinds 2019 is ze algemeen directeur van IT4Kids.
In 1992 won Zee de Kraantje Lek Trofee. en nam ze deel aan het WK voor junioren.
Tussen 1992 en 1997 nam Zee meermaals deel aan de NK Allround, de NK Afstanden en het NK Sprint en maakte ze deel uit van de KNSB-Kernploeg.
Zee is getrouwd met oud-langebaanschaatser en commentator Martin Hersman en hebben samen dochter Pien Hersman.

## Persoonlijke records[3]
| Afstand    | Tijd    | Datum            | Baan            |
| ---------- | ------- | ---------------- | --------------- |
| 500 meter  | 42,51   | 12 maart 1992    | Heerenveen      |
| 1000 meter | 1.24,88 | 19 februari 1993 | Baselga di Piné |
| 1500 meter | 2.09,82 | 4 februari 1995  | Collalbo        |
| 3000 meter | 4.30,53 | 12 maart 1994    | Inzell          |
| 5000 meter | 7.49,77 | 16 december 1994 | Den Haag        |